# الثور المجنح

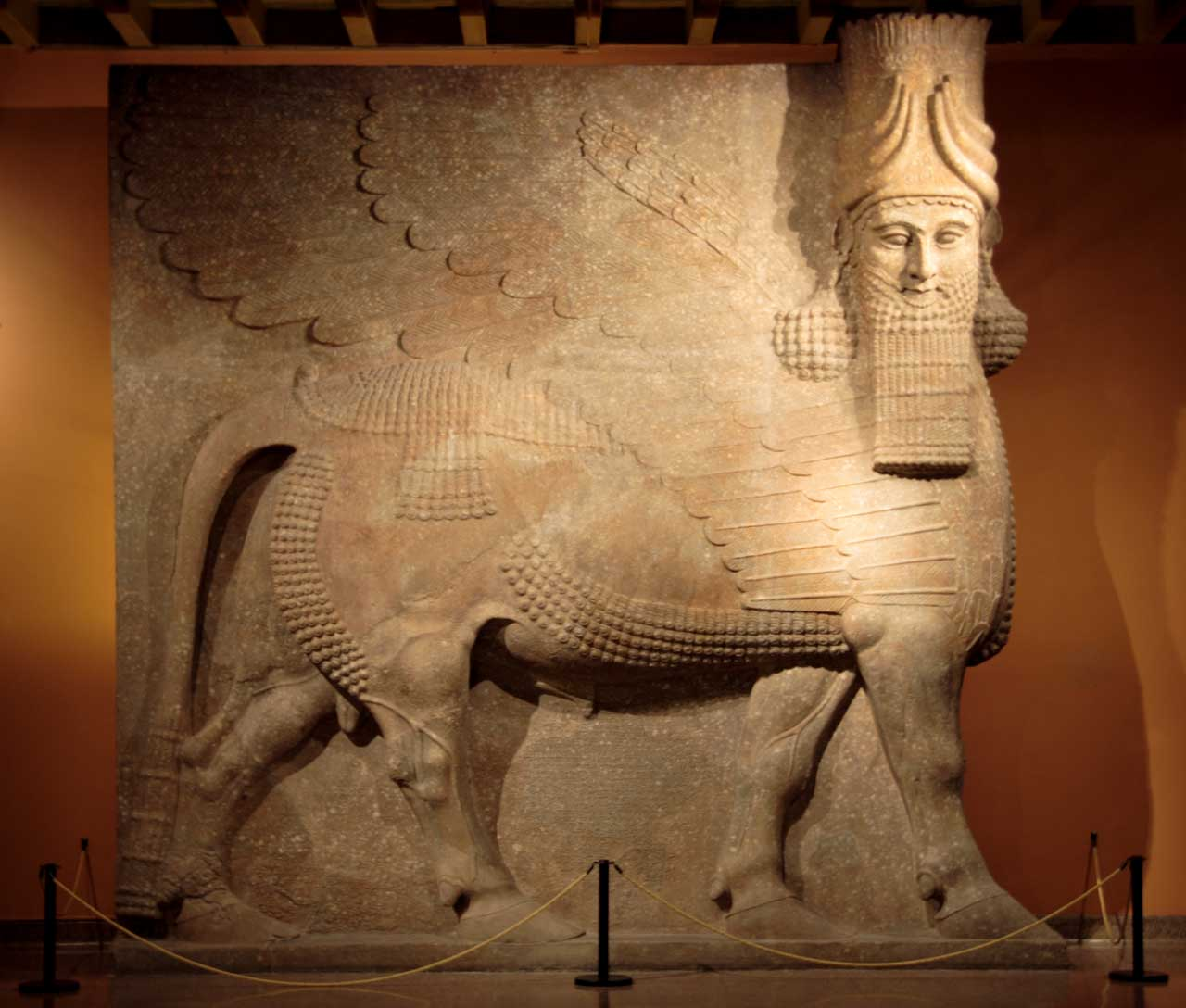
لاماسو من دور شروكين. معهد جامعة شيكاغو الشرقية. من الحجر الجيري فترة العصر الآشوري الحديث، 721-705 قبل الميلاد.

الثور المجنح (بالمسمارية: 𒀭𒆗 ; بالسومرية: dlammař ; بالاكدية: lamassu) ويسمى أيضاً شيدو لاموسو كما ورد في الكتابات الآشورية وأصل كلمة «لاماسو» تأتي من مقطعين «لامو» في اللغة السومرية كان هذا الاسم يستعمل لأنثى من الجن مهمتها حماية المدن والقصور ودور العبادة، أما الجن الذكر الحامي فكان بالسومرية يعرف باسم آلادلامو وبالآشورية القديمة أو (اكادية) سمي شيدو.
هو تمثال ضخم يبلغ طوله 4.42 م ويزن أكثر من 30 طناً. وهو فرداً من زوج يحرس باباً من أبواب سور مدينة (دور شروكين) التي شيدها الملك الاشوري سرجون الثاني (721- 705 ق.م) والتي هجرها سنحاريب بن سرجون الثاني، حيث نقل العاصمة إلى مدينة نينوى. كان يرمز إلى القوة والحكمة والشجاعة والسمو، وقد اشتهرت الحضارة الآشورية بالثيران المجنحة ولاسيما مملكة آشور وقصور ملوكها في مدينة نينوى وآشور في شمال بلاد ما بين النهرين والذي غدا رمزاً من رموز هذه الحضارة التي كانت تعتمد القوة كمبدأ في سياستها وانتشارها.

## الميثولوجيا والتاريخ
كان يعتقد بأن الآشوريين القدماء قد عبدوا الثور المجنح، ولكن رفضت هذه الاعتقادات من قبل علماء الآثار الآشورية ومنهم جون راسل، الذي ذكر أن اسم هذا الجني قد ورد في كتابات الملك الآشوري سنحاريب كما يلي: "لقد جلبت رجالا أسرى من المدن التي غزوتها وبنوا لي قصراً يقف على بوابته اثنان من الآلادلامو ، وبهذا القول تم إلغاء هذه الفرضية المزعومة حيث أنه ليس من الممكن أن يكون الإله حارسا على بوابة قصر عبده.
وأشير إلى اعتقادات تقول بأن اللاماسو هو نبوخذ نصر (562- 605 ق.م)، حيث ذكر في التوراة أن الله قد حول نبوخذ نصر إلى ثور بأظافر النسر (دانيال، 4: 31-34) وينسبون الثور المجنح إلى نبوخذ نصر علماً أن اللاماسو عمره أقدم من أجداد نبوخذ نصر.
واللاماسو هو نوع من الكائنات الأسطورية المختلطة التكوين، فهي في أكثر الأحيان ثور مجنح برأس إنسان وأقدام أسد، أو برأس إنسان وأقدام ثور، وقد أخد أشكالا عدة خلال حقبات التاريخ، وحتى في آشور نفسها حيث نجده أحيانا تحول إلى أسد غير مجنح ولكن برأس إنسان ذي أيدي وهو مخصص للحماية أثناء الإستحمام، حيث تقول المعتقدات الآشورية القديمة: أن رمي أو تحريك المياه الساخنة تجذب الروح الشريرة والتي تدعى بازوزو، ولا تزال النساء حتى اليوم تستعملن عبارة (كش) عفوياً وذلك لطرد الأرواح الشريرة لدى رمي أو تحريك الماء الساخن، ويسمى هذا الأسد المجنح بالآشورية أورمالولو، وقد وجدت إحدى لوحات الأورمالولو في حمام قصر الملك آشور بانيبال، ويعود عمر اللوحة إلى العام 640 قبل الميلاد.
كما أن اللاماسو هو قوة تجمع أربعة عناصر تكون الكمال (الأسد للشجاعة والثور للقوة والنسر للمجد والإنسان للحكمة)، وهو فكرة مستمدة من اعتقاد البشر بالعناية الخارقة، وقد امتدت هذه الفكرة لمختلف الحضارات حيث أن حزقيال في التوراة حين كان مسبياً من قبل الآشوريين، تحدث عن مركبة رآها فوق نهر الخابور لها رأس إنسان وأقدام عجل وجسم أسد وأوجه مطلة في كافة الإتجاهات (حزقيال، 1: 1-14).
وتكررت فكرة العناية الخارقة في الكثير من الأديان والمعتقدات على سبيل المثال: اللاماسو الآرامي والحثي والتاميل واليابان بشخصية غيوكي الأسطورية اليابانية في التي تظهر في مهرجانات المتسوري، وكذلك قام الرومان باستعمالها على نقودهم، وأبي الهول لدى الفراعنة في مصر، كما أن فكرة الملاك الحارس التي رسخها في الكنيسة الفيلسوف ديونيسيوس الأريوباغي  مستمدة من فكرة عناية الله وحمايته لأشخاض مختارين لهداية البشر وهم في أغلب الأحيان القديسون، وقد انتشرت هذه الفكرة لتتمثل في الفن الديني مثل الأيقونات لدى العديد من الكنائس، وقد مثلت الحيوانات الاسطورية تلك الحماية فمثلاً (النسر لمرقس والثور للوقا والإنسان لمتى) كما أن الثور المجنح نفسه (رمز لوقا) بنقش واضح من العاج في بعض الكنائس الأوروبية.
والجدير بالذكر بأن ططيانوس الآشوري (130-180م) من أوائل من جمع الأناجيل الأربعة في كتابه دياطسرون  لذلك فمن الطبيعي أن يتم وضع بصمة آشورية على فكرة المربع الإنجيلي، كون البشارة تتصف بالكمال (الحكمة والشجاعة والقوة والمجد)، وهذا ما أراده ططيانوس للبشارة بيسوع.

## تخريب الآثار على أيدي داعش
في 26 شباط عام 2015 قام مجموعة من الأشخاص الإرهابيين المسلحين بالدخول إلى المتحف ورددوا شعارات وألفاظ تبين حرمانية التماثيل الموجودة في المتحف وأنهم سوف يقومون بتحطيمها مهما بلغت قيمتها وقد أجمعت أغلب حكومات العالم على أن تنظيم داعش الإرهابي وراء هذه العملية حيث قام بعض الأشخاص بتحطيم الثماثيل وتكسيرها واستخدام آلات تشوه الشكل الخارجي لتماثيل الثور المجنح.

## معرض الصور

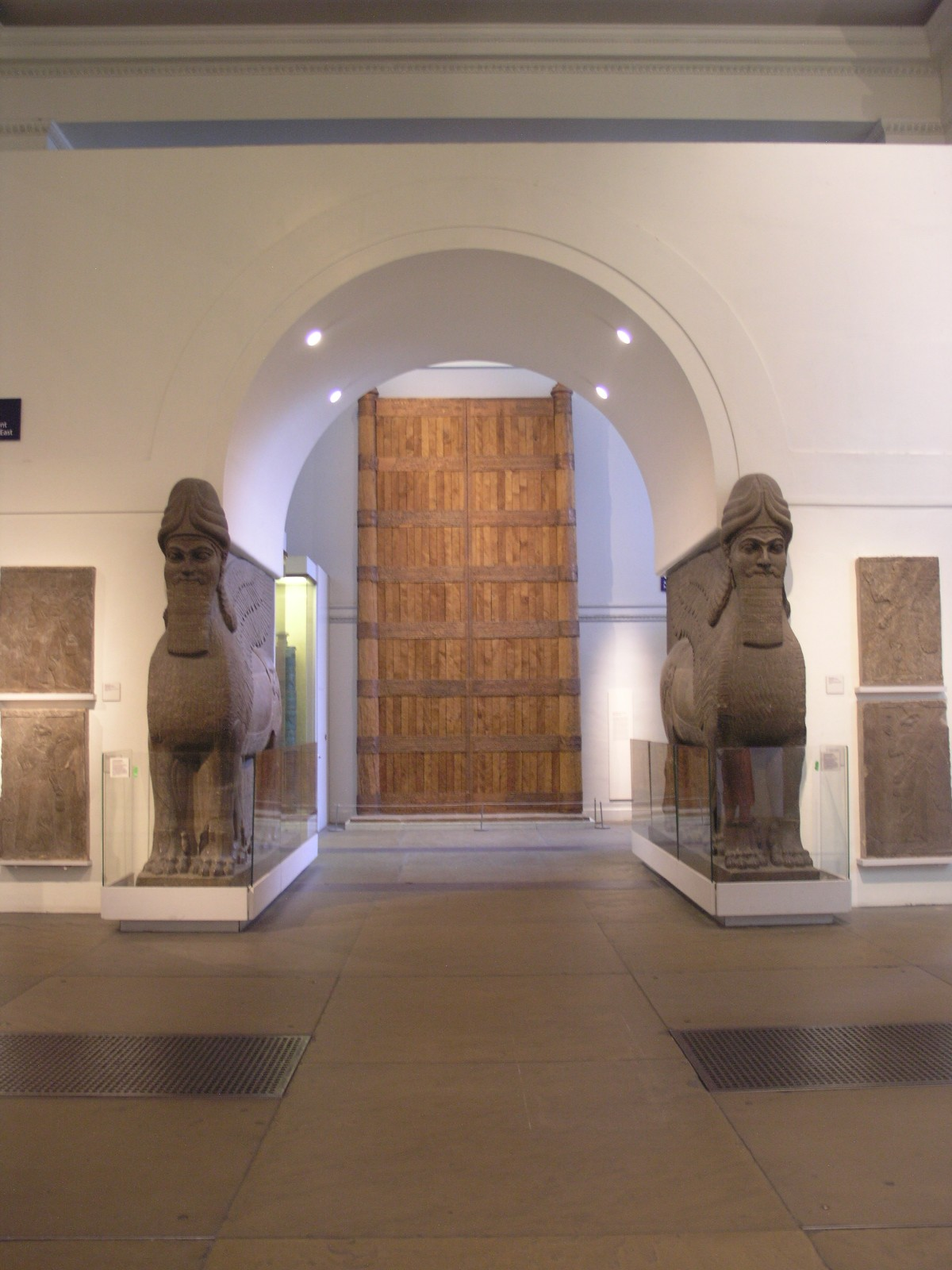
ثيران مجنح برأس بشر ونقوش من نمرود يتوسطها بوابات بلاوات - المتحف البريطاني -
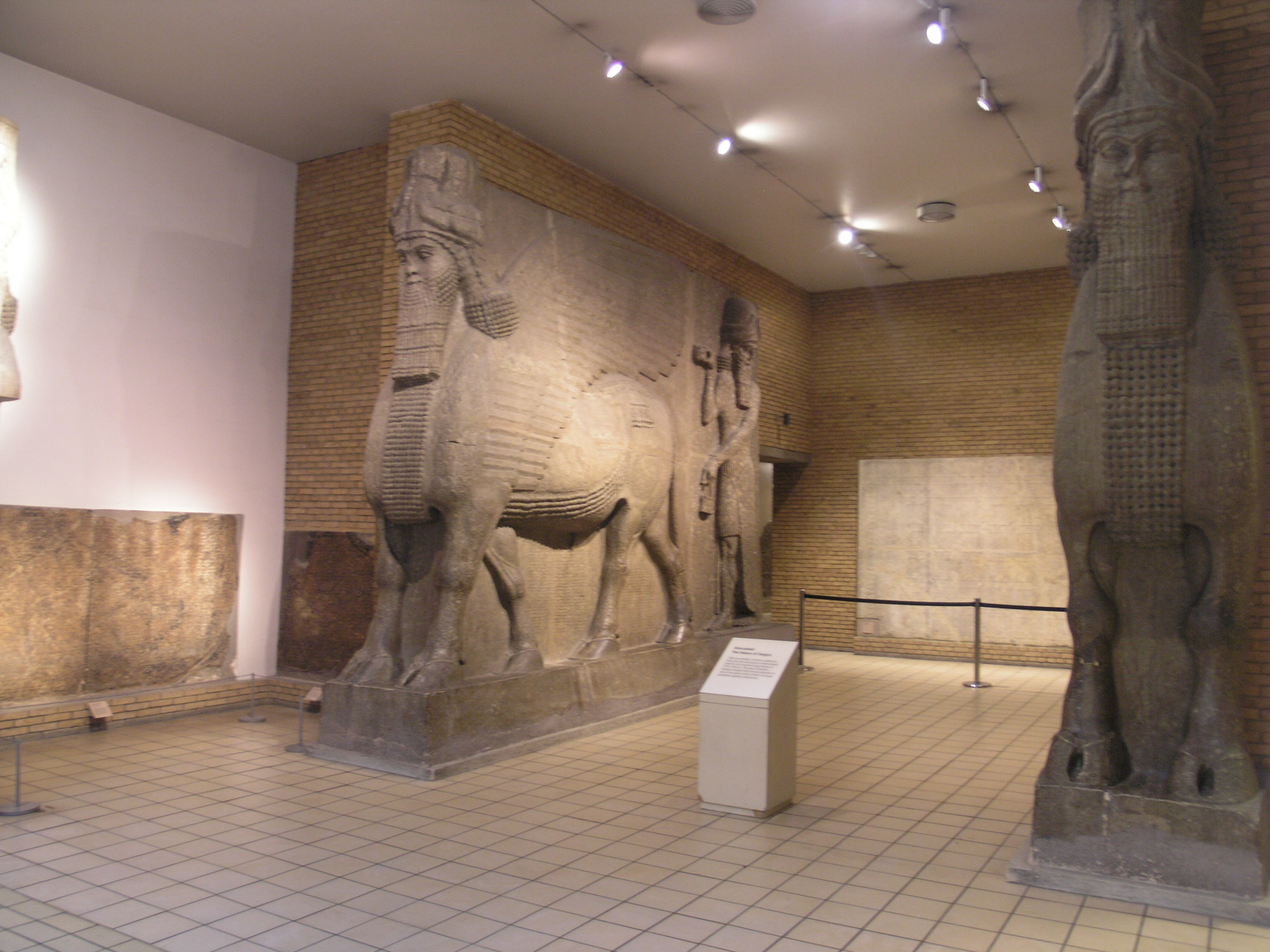
ثيران مجنحة برأس انسان من دور شروكين - المتحف البريطاني
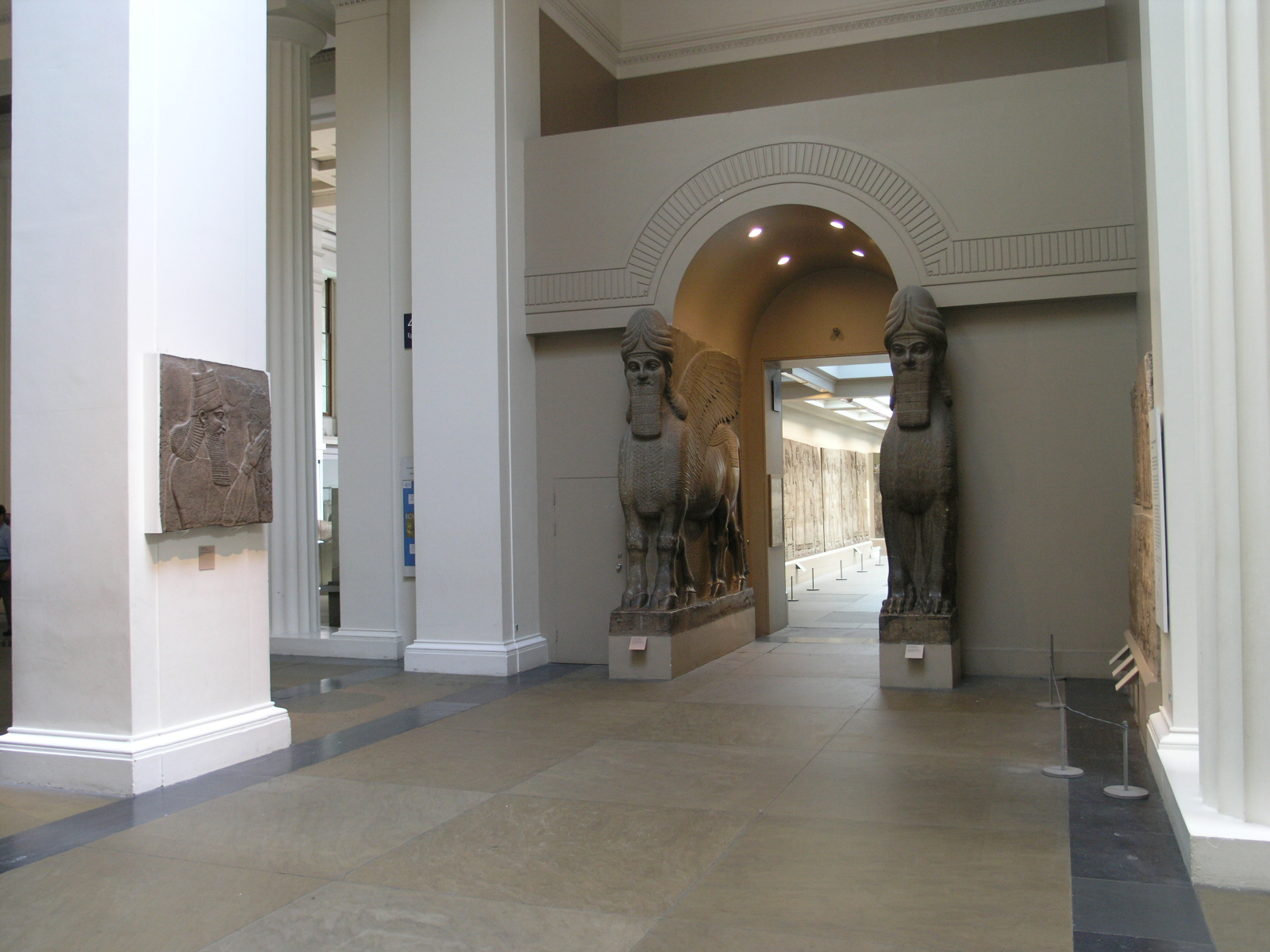
ثيران مجنحة برأس انسان من نمرود ، قطع مصاحبة في متحف المتروبوليتان للفنون - المتحف البريطاني
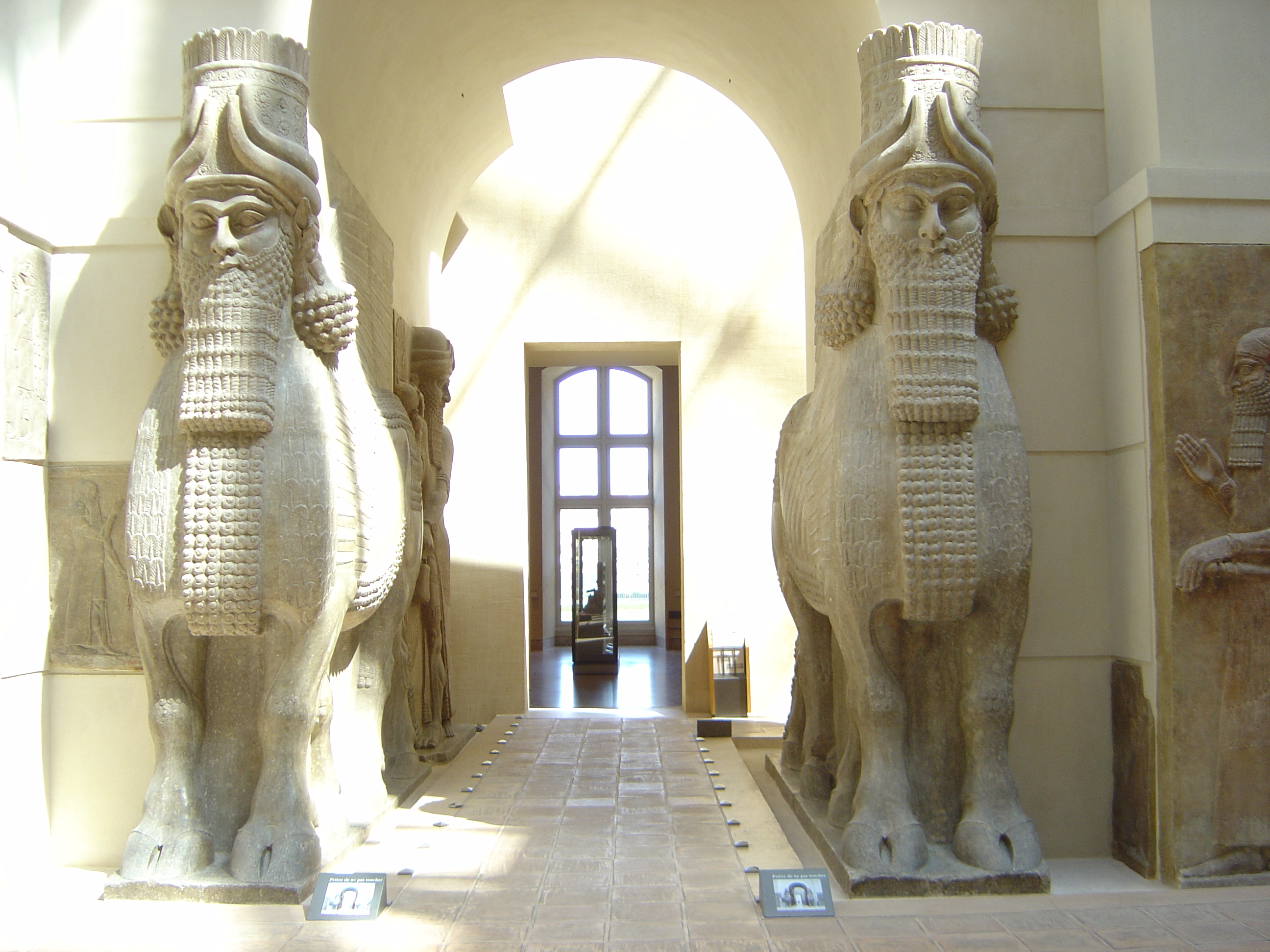
ثيران مجنحة برأس انسان من دور شروكين - متحف اللوفر
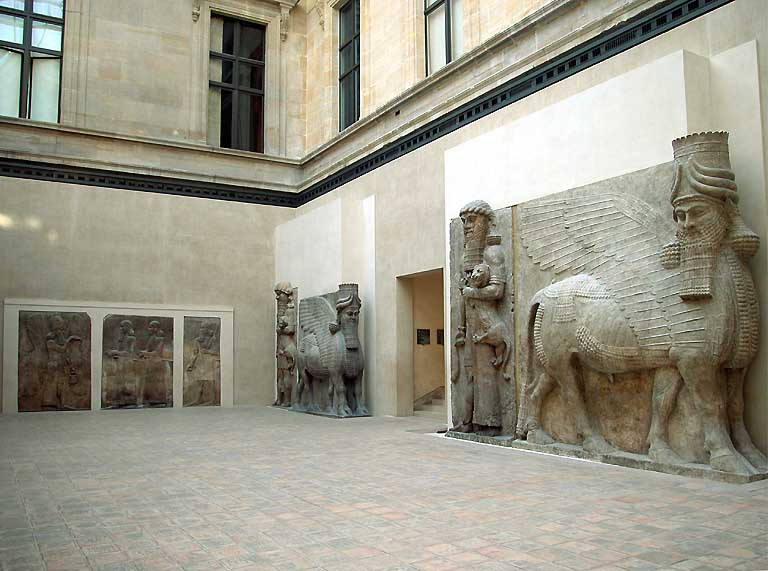
ثيران مجنحة برأس انسان ، ونحت ونقوش من دور شروكين ؛ لاحظ أن اللاماسو في المقدمة قطع تشبة تلك الموجودة في معهد جامعة شيكاغو الشرقي - منتحف اللوفر
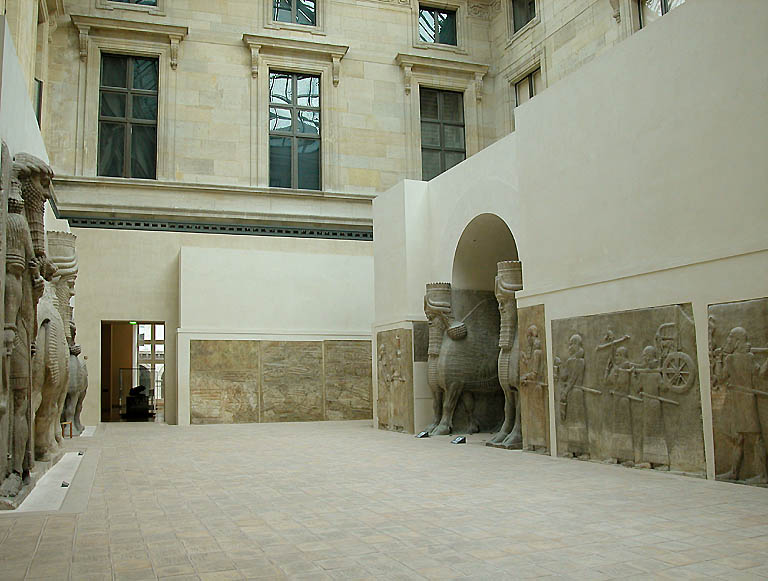
ثيران مجنحة برأس انسان ونقوش من دور شروكين ، في إطارها الأوسع من النقوش - متحف اللوفر
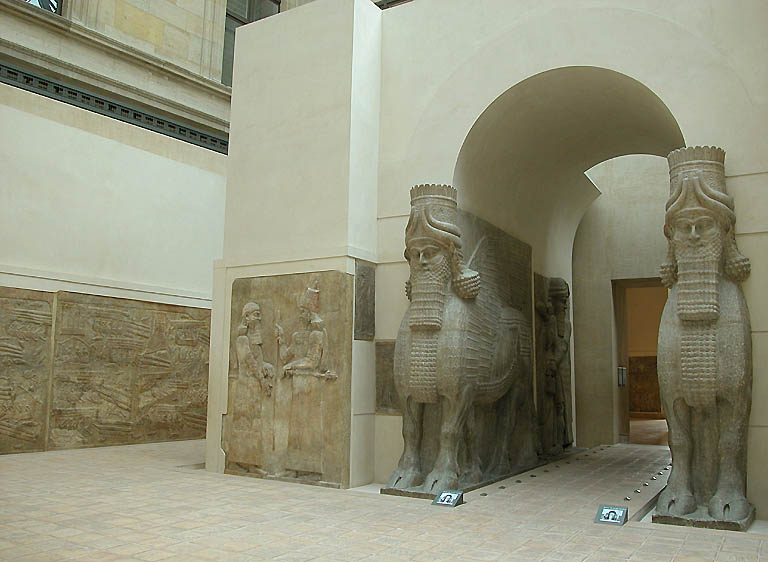
ثيران مجنحة برأس انسان من دور شروكين - متحف اللوفر
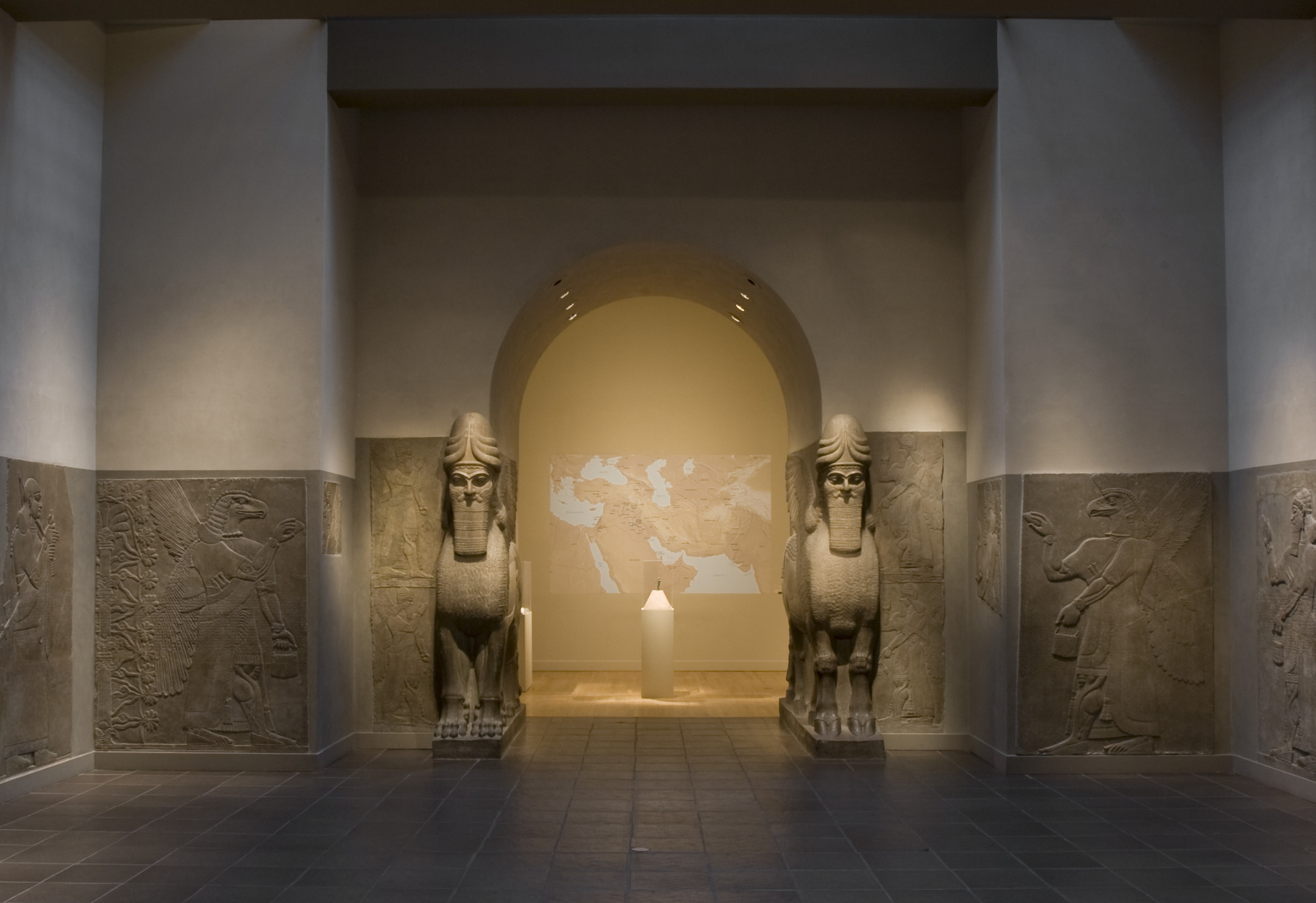
ثيران مجنحة برأس انسان من نمرود ، قطع تشبة تلك الموجودة في المتحف البريطاني - متحف المتروبوليتان للفنون
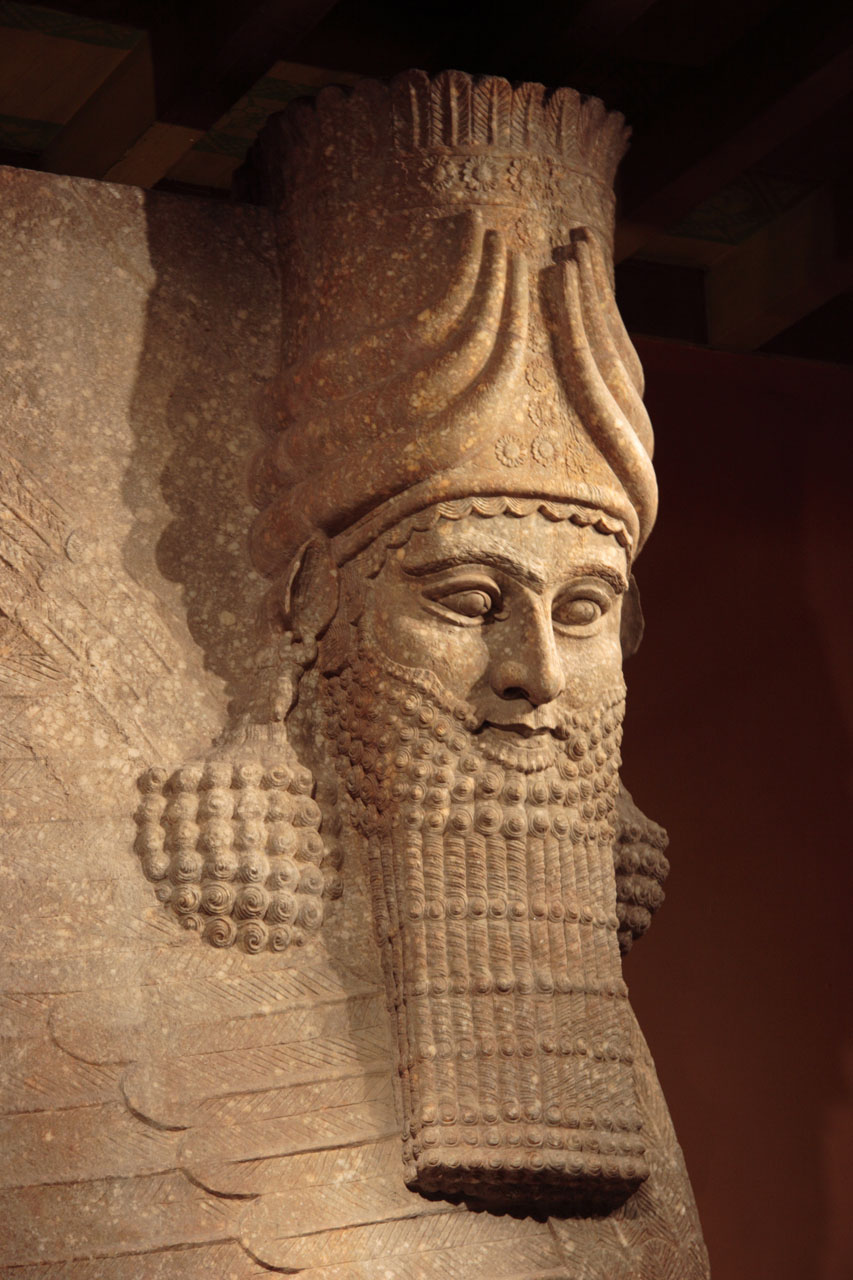
تفاصيل رأس أحد الثيران المجنحة ، معهد جامعة شيكاغو الشرقي. من الحجر الجيري ، دور شروكن ، مدخل حجرة العرش ، 721-705 ق.م
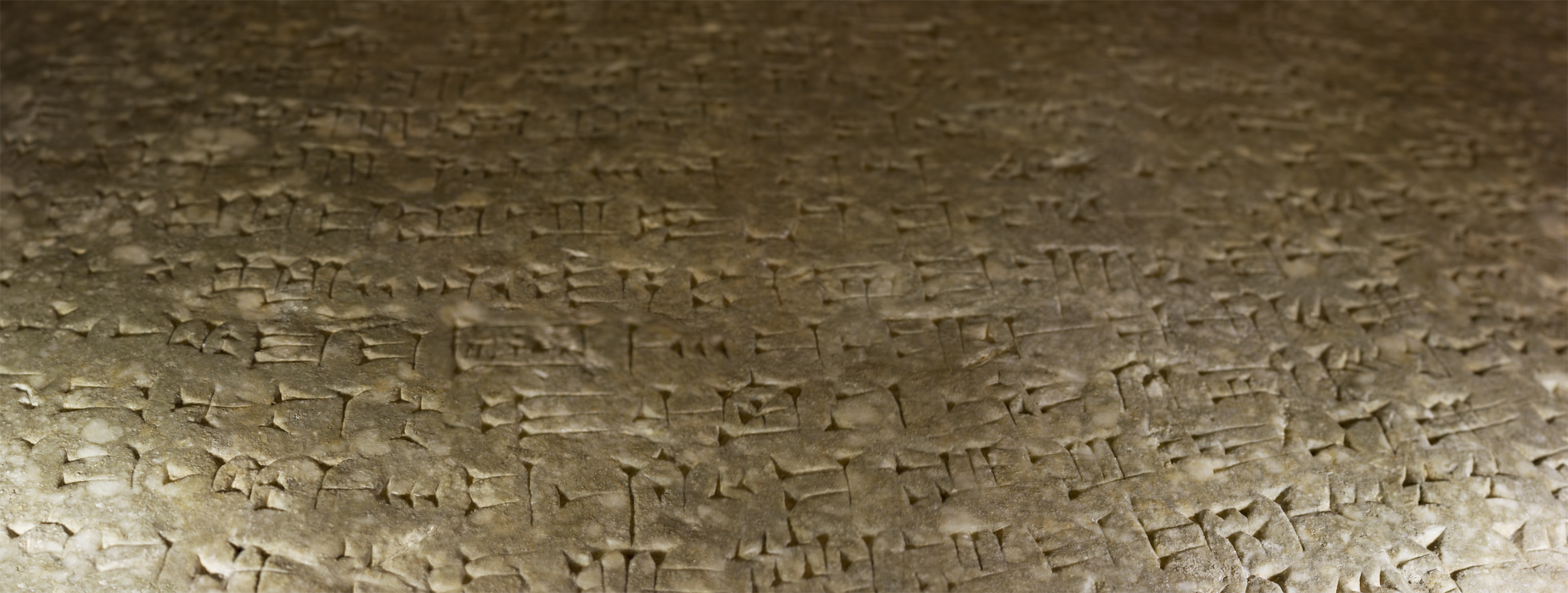
نص مسماري على ظهر لاماسو في معهد جامعة شيكاغو الشرقي.
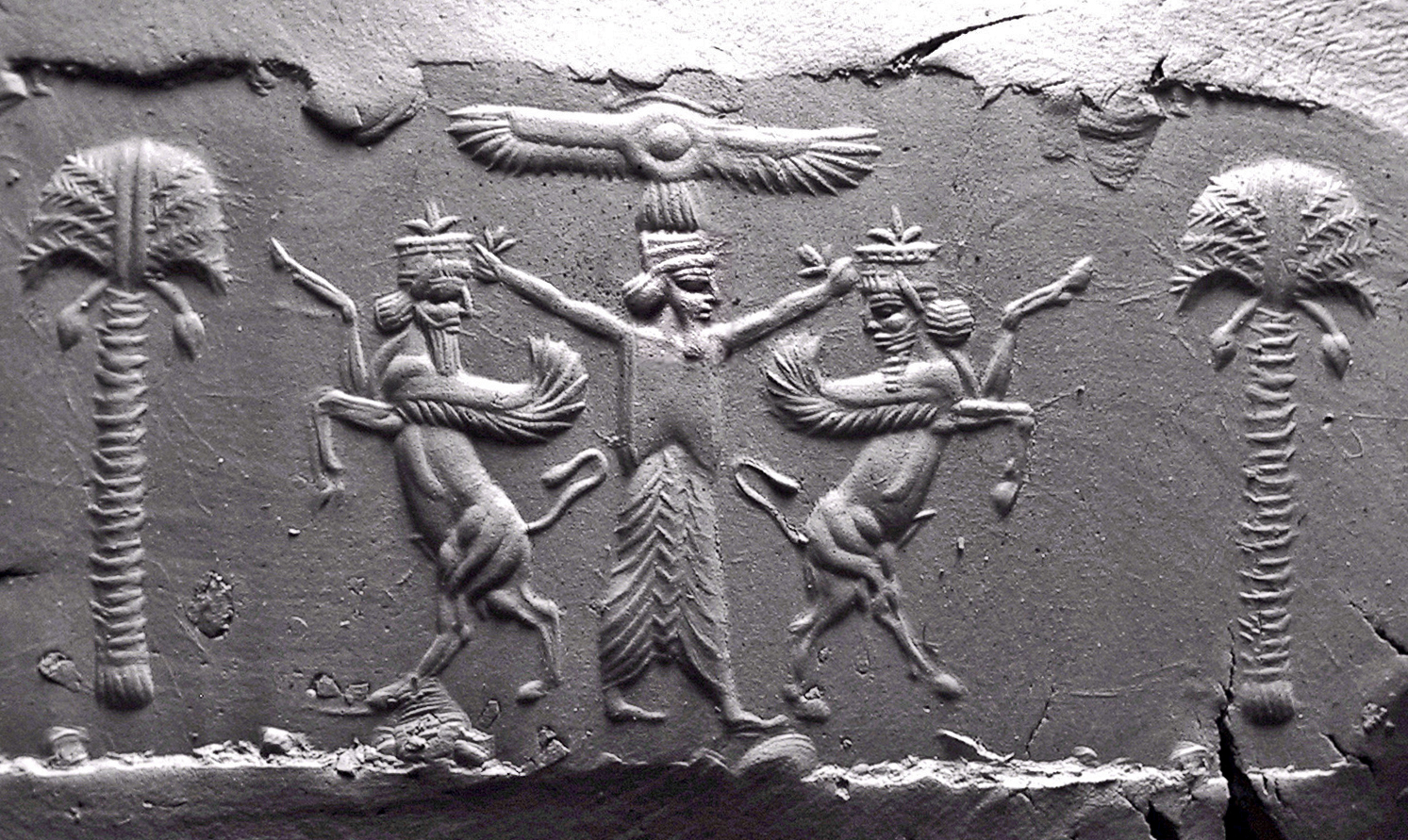
الانطباع الحديث عن ختم الأسطوانة الأخمينية ، القرن الخامس قبل الميلاد. قرص شمسي مجنح يضفي شرعية على الإمبراطور الأخميني ، الذي يفرض سيطرته على كائنين من اللاماسو من بلاد ما بين النهرين
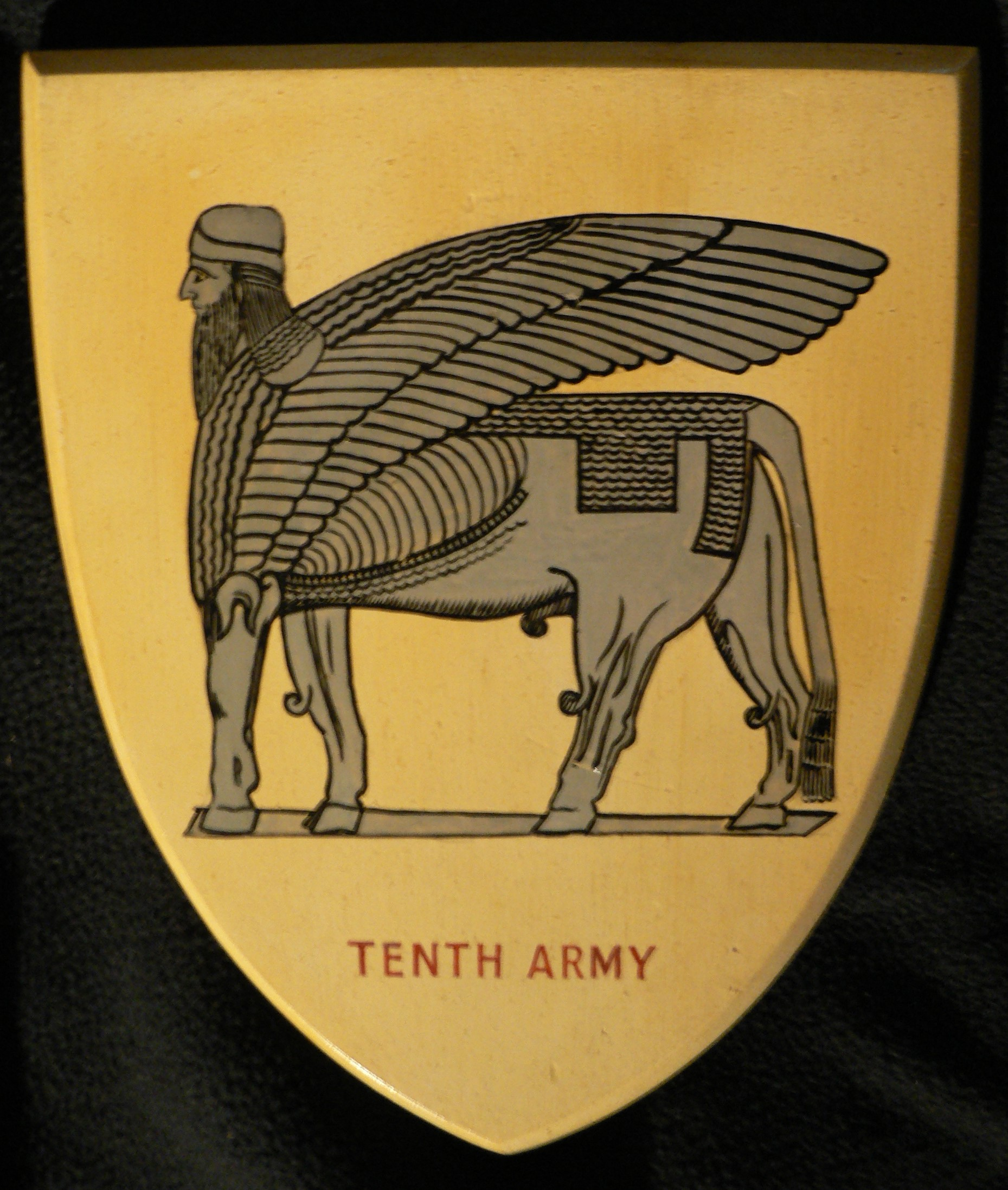
شارة الجيش البريطاني العاشر.
شارة السافاك الإيرانية.
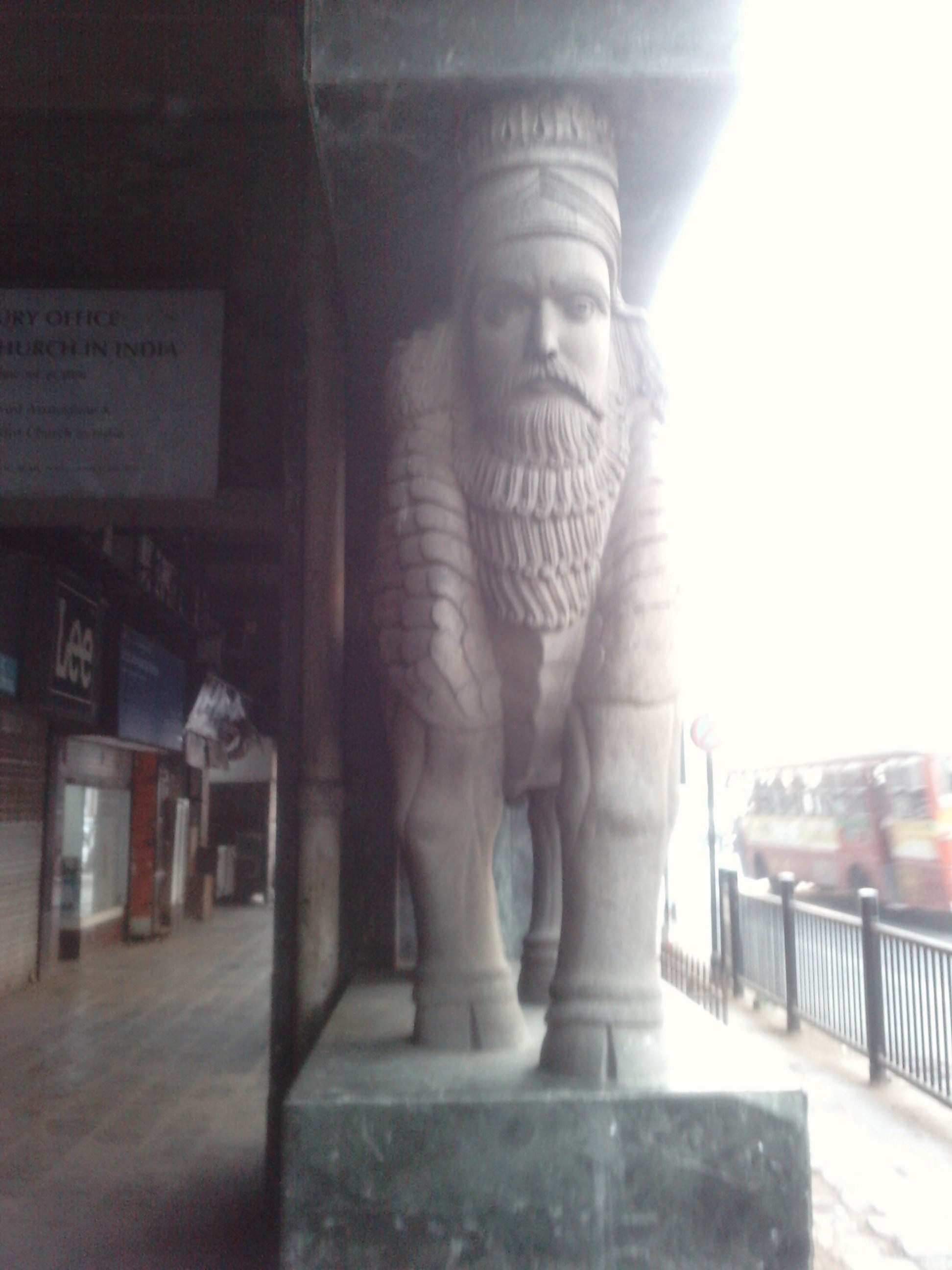
مدخل معبد النار في حصن مومباي يعرض لاماسو.
خاتم قوات الولايات المتحدة - العراق.
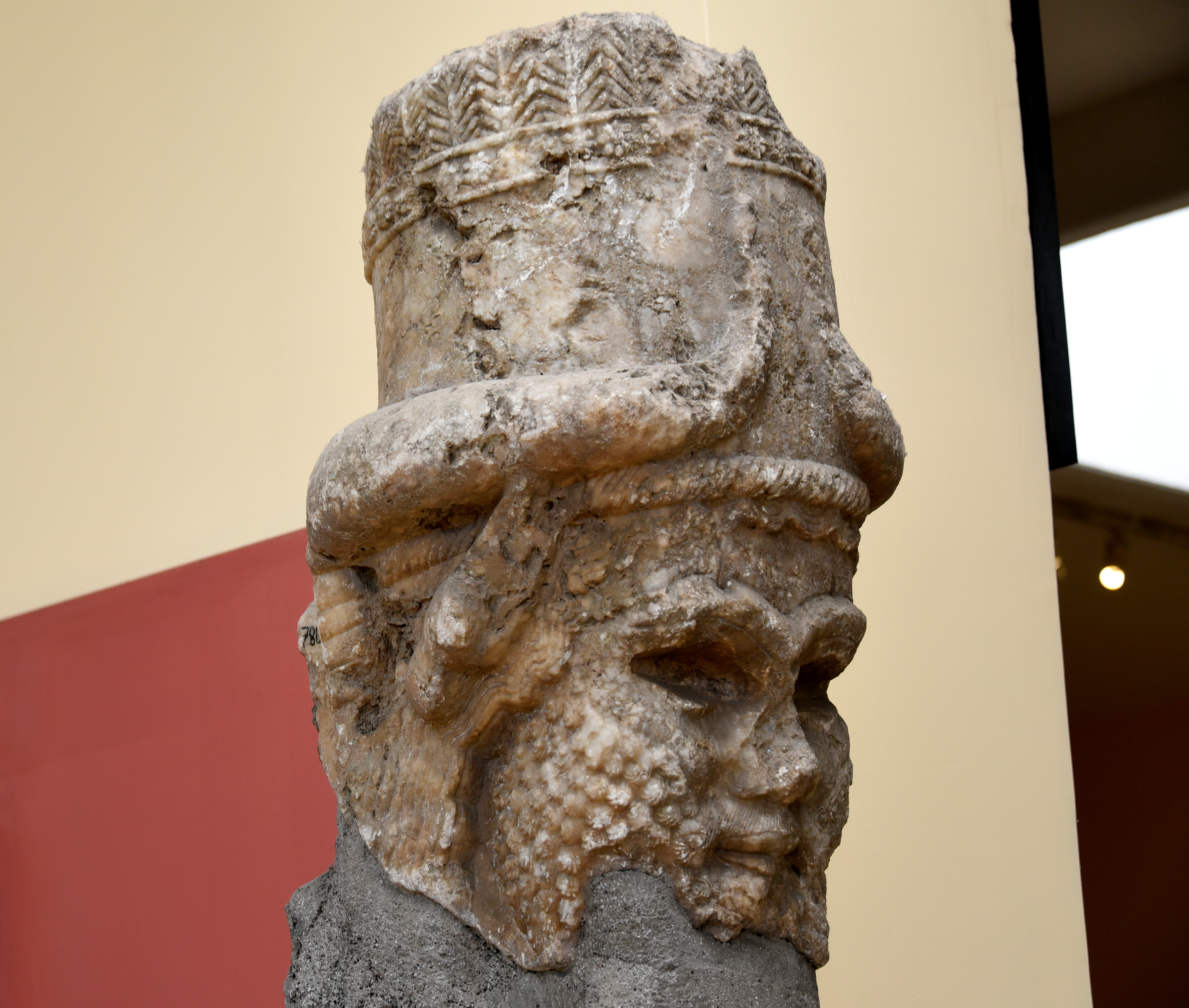
رأس لاماسو. من الرخام من القرن الثامن قبل الميلاد من آشور ، العراق - متحف الشرق القديم ، اسطنبول
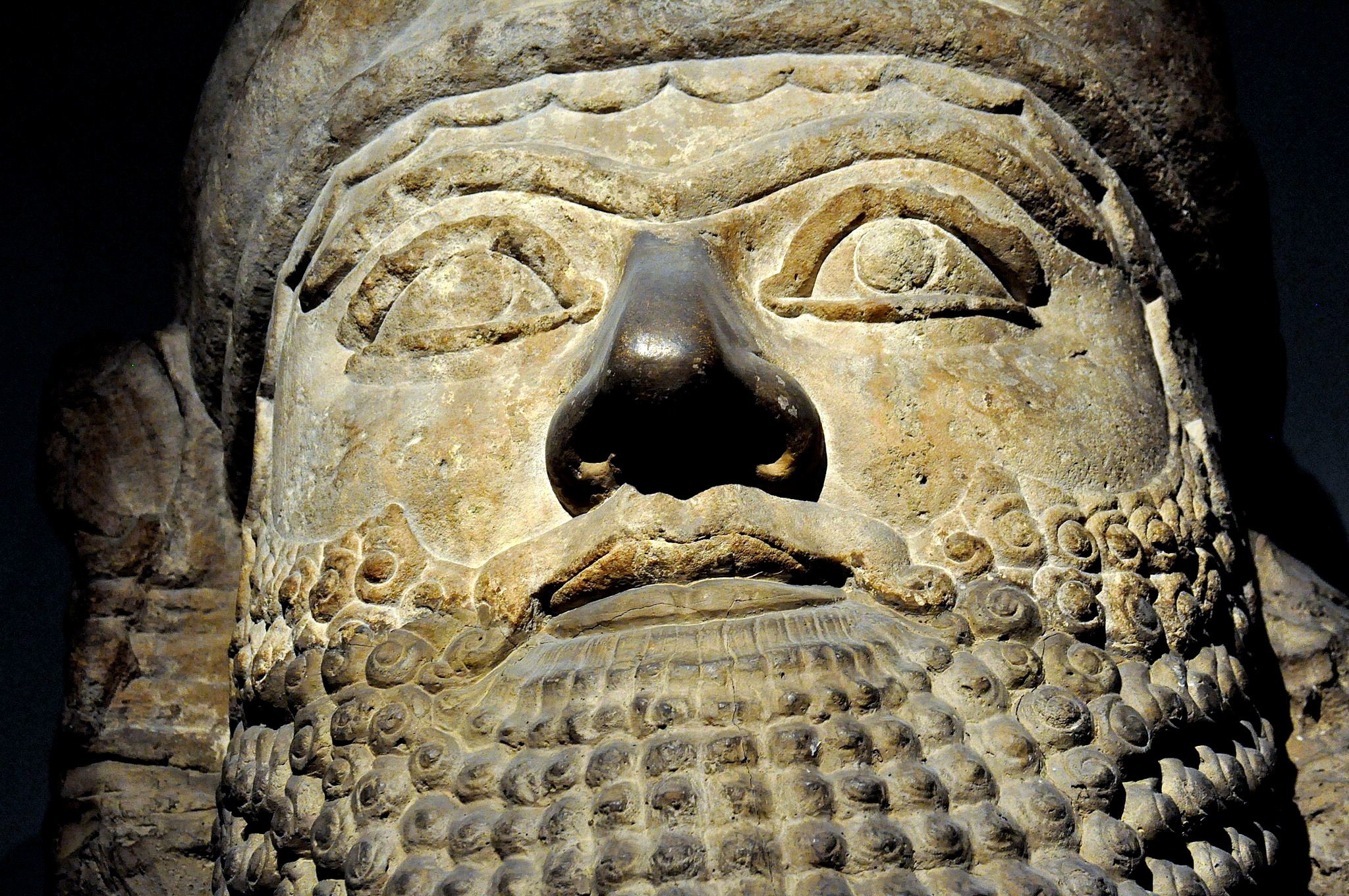
رأس لاماسو من قصر أسرحدون ، من نمرود ، العراق ، القرن السابع قبل الميلاد - المتحف البريطاني
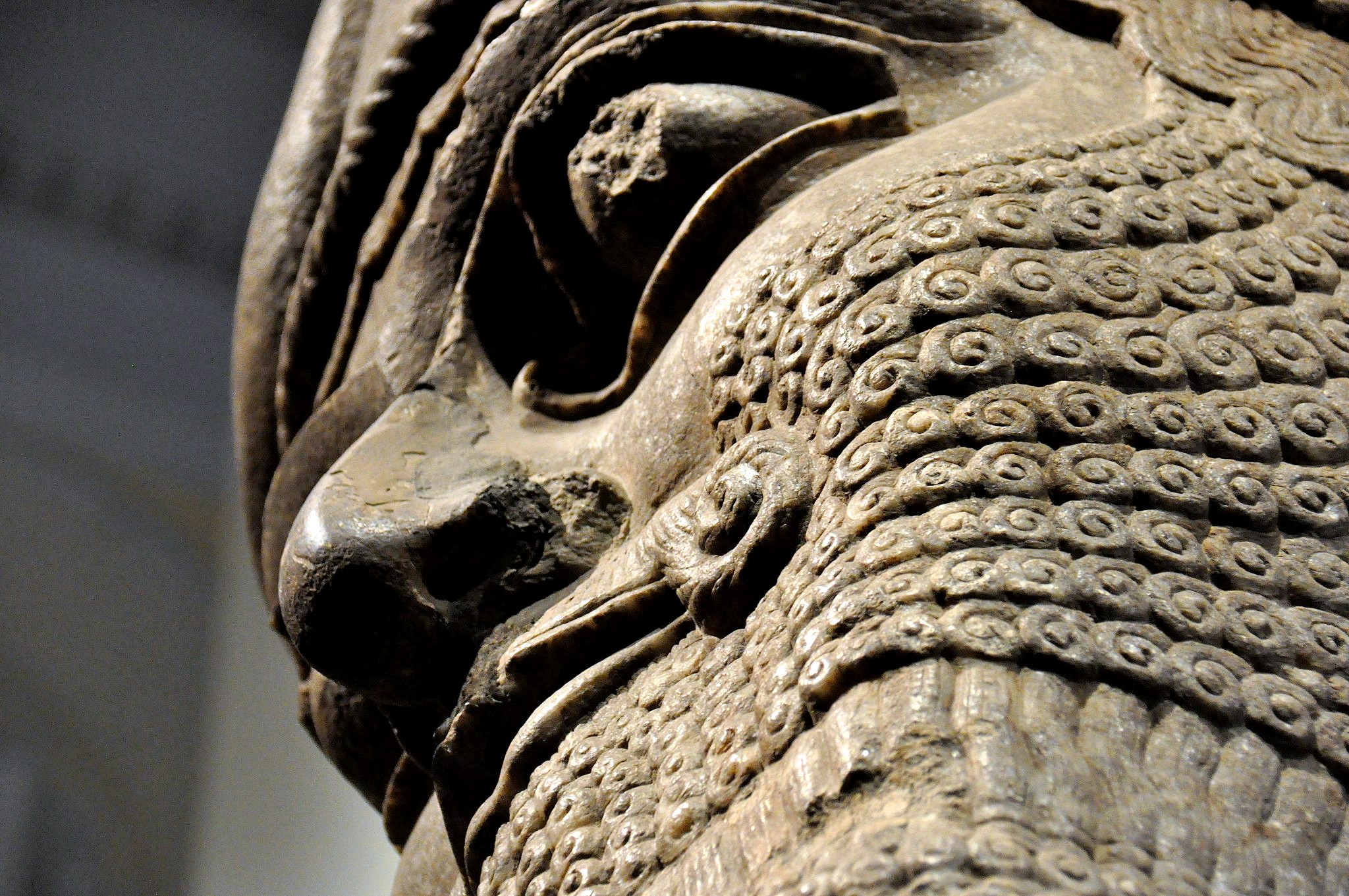
اللاماسو من غرفة العرش من قصر الشمال الغربي في نمرود ، العراق ، القرن التاسع قبل الميلاد - المتحف البريطاني
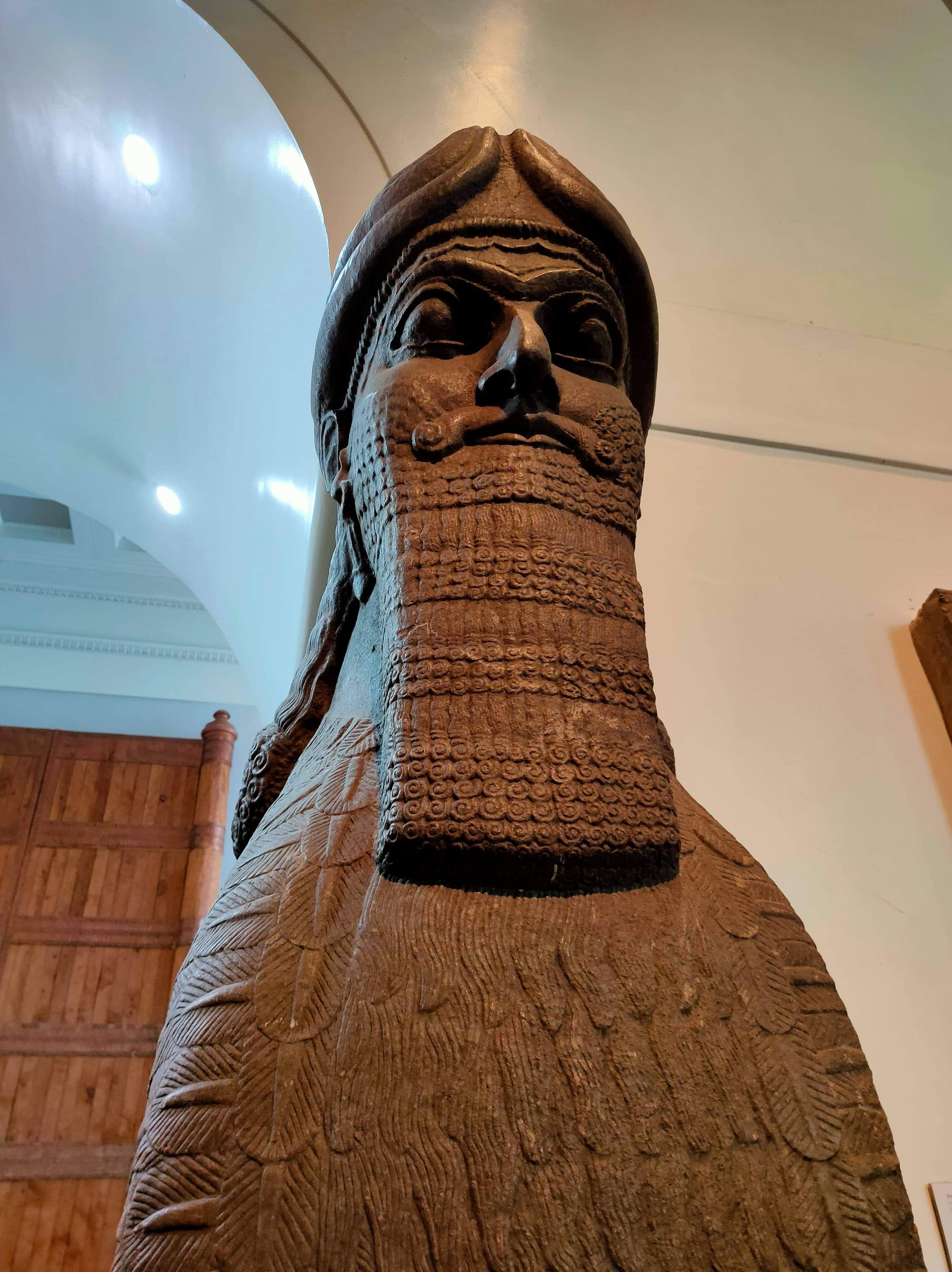
صورة أمامية لثور مجنح برأس أنسان من النمرود - المتحف البريطاني
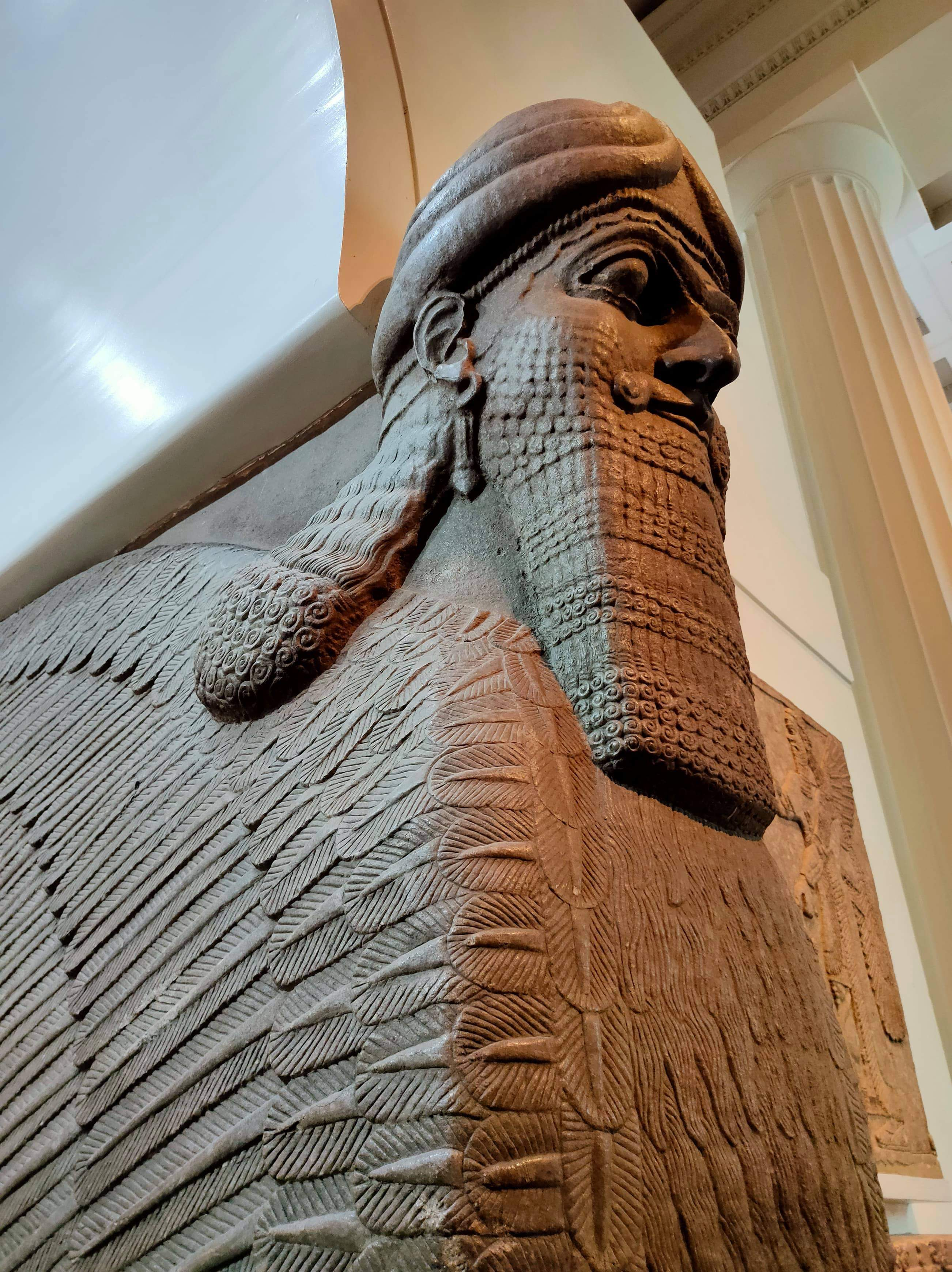
صورة جانبية لثور مجنح برأس أنسان من النمرود - المتحف البريطاني